# Johann Redl
Johann Redl (16. října 1832 Steyr – 2. srpna 1902 Steyr) byl rakouský politik, na počátku 20. století poslanec Říšské rady.

## Biografie
Byl synem školníka. Vyučil se malířem a v rodném Steyru provozoval malířskou dílnu, která postupně měla až dvacet zaměstnanců. Byl aktivní veřejně i politicky. Od roku 1876 zasedal v obecní radě v Steyru. Roku 1882 se zde stal přednostou stavebního odboru, roku 1891 náměstkem starosty a roku 1894 starostou. Pak už se věnoval výlučně politice. Roku 1901 se stal předsedou ředitelství místní spořitelny. Již v roce 1888 se stal předsedou záložny, na jejímž zřízení se podílel. Jako starosta se soustřeďoval na rozvoj péče o chudinu. Podílel se na odstraňování následků povodně roku 1897.
Na počátku 20. století se zapojil i do celostátní politiky. Ve volbách do Říšské rady roku 1901 byl zvolen za městskou kurii, obvod Steyr, Sierning, Sierningshofen atd. Zemřel ale již v srpnu 1902. V parlamentu ho nahradil Leopold Erb.